# The Go! Team
The Go! Team ist eine englische sechsköpfige Band aus Brighton. Ihr Musikstil vereint Cheerleadergesang, Gitarrenklänge mit frühem Hip-Hop, kombiniert mit 70’s Funk. Ihre Lieder bestehen aus einer Mischung von selbstgespielten Instrumenten und verschiedenen Samples.

## Geschichte
Das erste Album Thunder, Lightning, Strike wurde im September 2004 veröffentlicht.
Im Juni 2004 spielte die Band im Vorprogramm von Franz Ferdinand. Die Live-Band entwickelte sich auf der Bühne anders als auf den Studio-Aufnahmen. Ninjas Gesang stand im Kontrast zu den im Studio aufgenommenen Samples.
Das Album wurde 2005 für den Mercury Music Prize nominiert, was dazu führte, dass das Album international in einer legalen Version erschien. Das Album wurde erneut aufgenommen, und zuvor genutzte Samples, die nicht kommerziell genutzt werden konnten, wurden durch Alternativen ausgetauscht.
Die Band erlangte größere Bekanntheit, als die neue Version von Ladyflash in die UK-Charts kam.
Die Single Junior Kickstart wurde 2006 in dem deutschen Spielfilm Knallhart verwandt.

## Diskografie

### Alben
| Jahr | Titel                      | Höchstplatzierung, Gesamtwochen, AuszeichnungChartplatzierungen (Jahr, Titel, Platzierungen, Wochen, Auszeichnungen, Anmerkungen) | Höchstplatzierung, Gesamtwochen, AuszeichnungChartplatzierungen (Jahr, Titel, Platzierungen, Wochen, Auszeichnungen, Anmerkungen) | Anmerkungen |
| Jahr | Titel                      | UK | US | Anmerkungen |
| ---- | -------------------------- | --- | --- | ----------- |
| 2004 | Thunder, Lightning, Strike | UK48 Gold · (7 Wo.)UK | — |             |
| 2007 | Proof of Youth             | UK21 (2 Wo.)UK | US142 (1 Wo.)US |             |
| 2011 | Rolling Blackouts          | UK50 (1 Wo.)UK | US162 (1 Wo.)US |             |
| 2015 | The Scene Between          | UK91 (1 Wo.)UK | — |             |
| 2018 | Semicircle                 | UK39 (1 Wo.)UK | — |             |
| 2021 | Get Up Sequences Part One  | UK93 (1 Wo.)UK | — |             |

### EPs
- 2000: Get It Together
- 2005: Are You Ready for More?
- 2006: Audio Assault Course
- 2006: Live at Lollapalooza 2006
- 2008: Live at Lollapalooza 2008

### Singles
| Jahr | Titel Album                               | Höchstplatzierung, Gesamtwochen, AuszeichnungChartplatzierungen (Jahr, Titel, Album, Platzierungen, Wochen, Auszeichnungen, Anmerkungen) | Höchstplatzierung, Gesamtwochen, AuszeichnungChartplatzierungen (Jahr, Titel, Album, Platzierungen, Wochen, Auszeichnungen, Anmerkungen) | Anmerkungen |
| Jahr | Titel Album                               | UK | US | Anmerkungen |
| ---- | ----------------------------------------- | --- | --- | ----------- |
| 2004 | Ladyflash Thunder, Lightning, Strike!     | UK26 (4 Wo.)UK | — |             |
| 2004 | Bottle Rocket Thunder, Lightning, Strike! | UK64 (1 Wo.)UK | — |             |
| 2007 | Grip Like a Vice Proof of Youth           | UK57 (1 Wo.)UK | — |             |
| 2007 | Doing It Right Proof of Youth             | UK55 (1 Wo.)UK | — |             |

Weitere Veröffentlichungen
- 2003: Junior Kickstart
- 2004: The Power Is On
- 2007: The Wrath of Marcie
- 2008. Milk Crisis
- 2011: Buy Nothing Day
- 2011: Apollo Throwdown
- 2011: Ready to Go Steady
- 2013: T.O.R.N.A.D.O.
- 2015: The Scene Between
- 2015: Blowtorch
- 2015: What D’You Say?
- 2018: All The Way Live